# 1900 en musique classique
| \| • Retour à la chronologie générale de la musique classique • \| |
| Grèce • Rome • Haut Moyen Âge • VIIIe siècle • IXe siècle • Xe siècle • XIe siècle XIIe siècle • XIIIe siècle • XIVe siècle • XVe siècle • XVIe siècle • XVIIe siècle XVIIIe siècle • XIXe siècle • XXe siècle • XXIe siècle |
| • Retour à la chronologie générale de la musique classique • |

| Années en musique classique : 1897 - 1898 - 1899 - 1900 - 1901 - 1902 - 1903    |
| Décennies en musique classique : 1870 - 1880 - 1890 - 1900 - 1910 - 1920 - 1930 |

## Événements

### Créations
- 14 janvier : Tosca, opéra de Giacomo Puccini, créé au Teatro Costanzi de Rome.
- 27 janvier : Le quatuor à cordes op. 35 d'Ernest Chausson, décédé l'année précédente, créé à Paris.
- 2 février :  Louise, opéra-comique de Gustave Charpentier, créé salle Favart sous la direction d'André Messager.
- 7 février : Lancelot du Lac, opéra de Victorin de Joncières, d'après un livret de Louis Gallet et de Édouard Blau, créé à l'Opéra de Paris.
- 10 février :  Les Saisons, ballet de Glazounov, chorégraphie de Marius Petipa, créé au théâtre de l'Ermitage à Saint-Pétersbourg.
- 17 février : Cornill Schut, opéra d'Antonio Smareglia, créé en Italie à Trieste, dans sa version originale.
- 10 avril : la soprano écossaise Mary Garden fait des débuts triomphaux à l'Opéra-Comique de Paris, où elle remplace Marthe Rioton dans Louise de Gustave Charpentier, opéra créé le 2 février[1].
- 1er juillet : La Symphonie no 1 (version révisée) de Jean Sibelius, créée par l'orchestre philharmonique d'Helsinki sous la direction de Robert Kajanus (voir 1899).
- 27 août : Prométhée, musique de scène de Gabriel Fauré, à Béziers.
- 3 octobre :  The Dream of Gerontius, oratorio d'Edward Elgar, créé à Birmingham.
- 3 novembre : La légende du tsar Saltan, opéra-comique de Nikolaï Rimski-Korsakov, créé à Moscou.
- 27 août : Prométhée, (Gabriel Fauré), aux arènes de Béziers.
- 9 décembre : 2 des Nocturnes (Nuages et Fêtes) de Claude Debussy, créés aux Concerts Lamoureux (voir 1901).

Date indéterminée
- la Sérénade pour violon et orchestre est composée par Max Bruch.
- Octuor à cordes de Georges Enesco.
- 12 danses espagnoles pour piano d'Enrique Granados.

### Autres
- 27 janvier : Fondation de la Neue Bachgesellschaft à Leipzig, pour faire connaître la musique de Johann Sebastian Bach.
- Publication de la première édition du Baker's Biographical Dictionary of Musicians compilé par Theodore Baker.
- Ferdinand Löwe fonde l'Orchestre symphonique de Vienne (en allemand, Wiener Symphoniker), sous le nom de Société des concerts de Vienne (Wiener Concertverein).
- Début de la publication des Denkmäler der Tonkunst in Bayern.
- Fondation de l'Orchestre symphonique de Dallas.

## Naissances

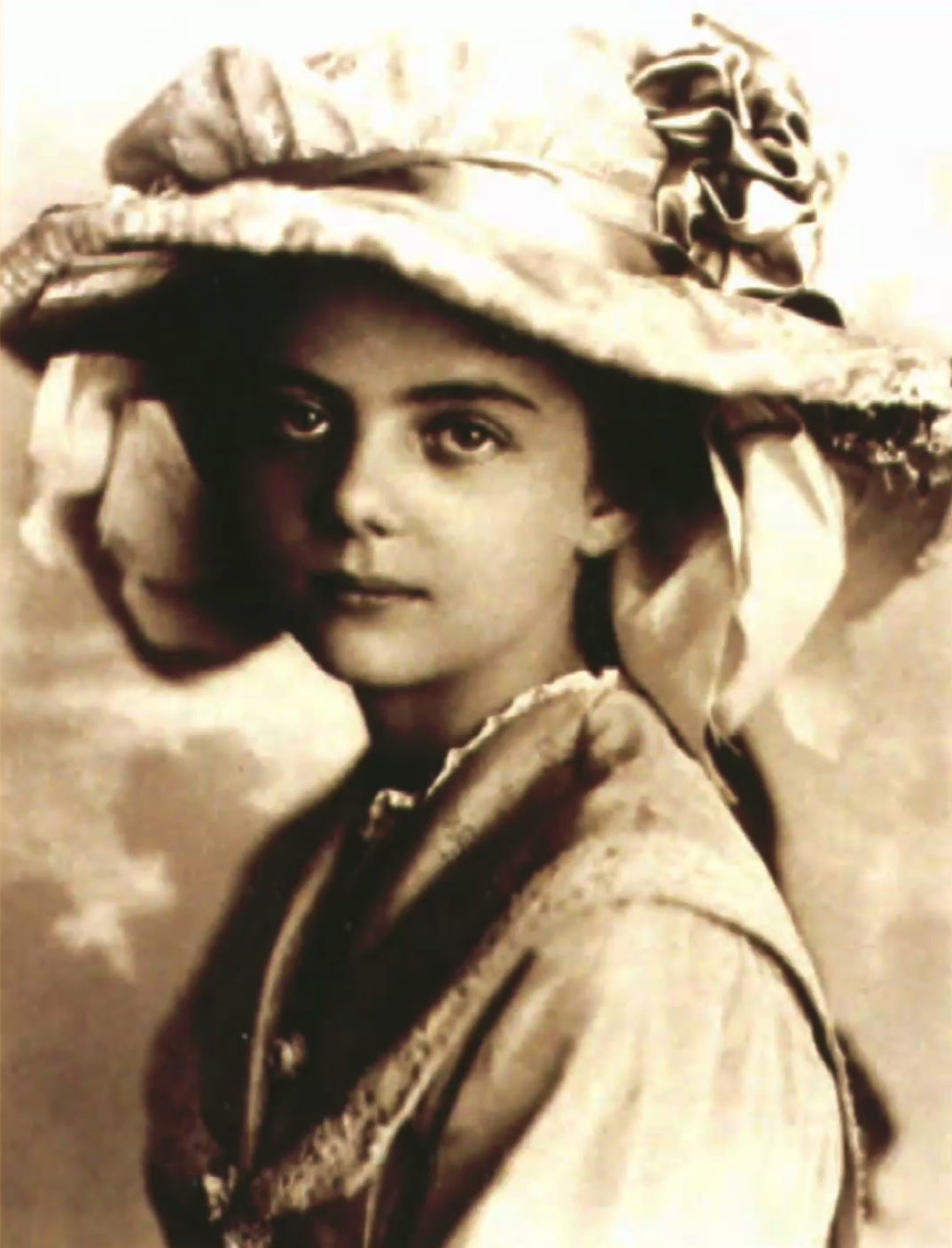
Elinor Remick Warren

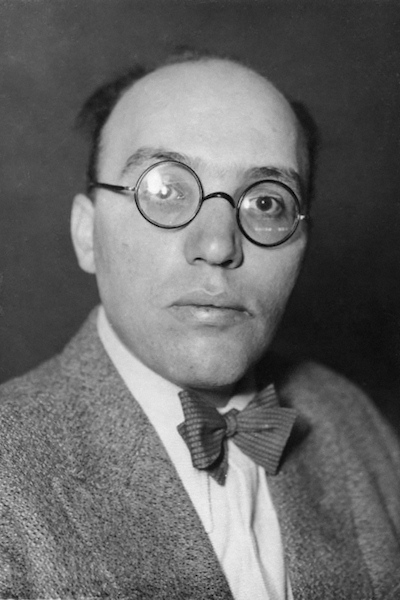
Kurt Weill en 1932

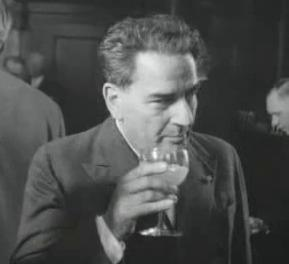
Eduard van Beinum

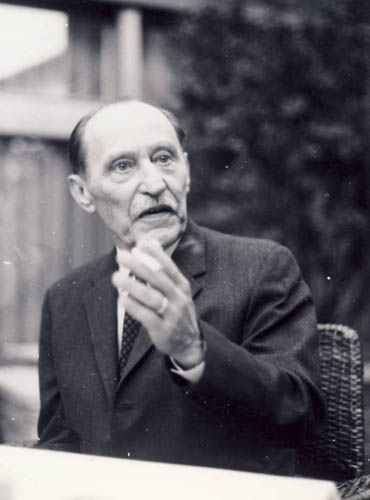
Ionel Perlea

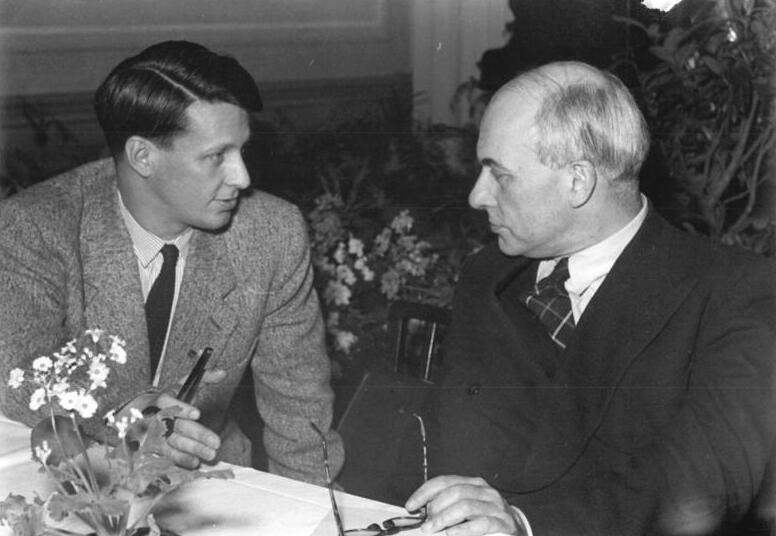
Alan Bush

- 6 janvier : Pierre-Octave Ferroud, compositeur français († 17 août 1936).
- 9 janvier : Rudolf Hindemith, compositeur et chef d'orchestre allemand († 1974).
- 12 janvier : Väinö Hannikainen, compositeur et harpiste finlandais († 7 août 1960).
- 13 janvier : Yasuji Kiyose, compositeur japonais († 14 septembre 1981).
- 19 janvier : Vadim Borissovski, altiste soviétique († 2 août 1972).
- 20 janvier : Alphonse Hoch, musicien et ecclésiastique français († 12 février 1967).
- 22 janvier : Franz Salmhofer, compositeur, chef d'orchestre et poète autrichien († 22 septembre 1975).
- 26 janvier : Karl Ristenpart, chef d’orchestre allemand († 24 décembre 1967).
- 5 février : Władysława Markiewiczówna, pianiste polonaise († 17 mai 1982); Oksana Petroussenko, soprano.
- 6 février : Guy Warrack,  chef d'orchestre et compositeur écossais († 12 février 1986).
- 22 février : Evald Aav, chef d'orchestre et compositeur estonien († 21 mars 1939).
- 23 février : Elinor Remick Warren, pianiste et compositrice américaine († 27 avril 1991).
- 2 mars : Kurt Weill, compositeur allemand († 3 avril 1950).
- 6 mars : Gina Cigna, cantatrice italienne († 26 juin 2001).
- 15 mars : Colin McPhee, compositeur canadien († 7 janvier 1964).
- 21 mars : Paul Kletzki, chef d'orchestre et compositeur polonais, naturalisé suisse († 5 mars 1973).
- 24 mars : Ivan Kozlovski, chanteur lyrique russe,  ténor († 21 décembre 1993).
- 28 mars : Achille Longo, compositeur italien († 28 mai 1954).
- 29 mars : Henri Etcheverry, chanteur lyrique français baryton-basse († 19 novembre 1960).
- 6 avril : André Sas Orchassal, compositeur († 25 juillet 1967).
- 10 avril : Ernst Fischer, compositeur allemand († 10 juillet 1975).
- 13 avril : Louis Lajtai, compositeur suédois d'origine hongroise († 12 janvier 1966).
- 20 avril : Fred Raymond, compositeur autrichien († 10 janvier 1954).
- 23 avril : Henry Barraud, compositeur français († 28 décembre 1997).
- 28 avril : Germaine Cernay, mezzo-soprano française († 19 septembre 1943).
- 5 mai : Hans Schmidt-Isserstedt, chef d'orchestre allemand († 28 mai 1973).
- 14 mai : Leo Smit, compositeur et pianiste néerlandais († 30 avril 1943).
- 16 mai : Lola Castegnaro, chef d'orchestre, compositrice et professeur de musique costaricienne († septembre 1979).
- 17 mai :
  - Nicolaï Berezowsky, compositeur et violoniste américain d'origine russe († 27 août 1953).
  - Hermann Reutter, compositeur et pianiste allemand († 1er janvier 1985).
- 22 mai : Vina Bovy, soprano belge († 16 mai 1983).
- 14 juin : Roger Bourdin, baryton français († 14 septembre 1973).
- 17 juin : Juliette Milette, organiste, professeure, compositrice et écrivaine québécoise († 10 octobre 1992).
- 22 juin : Jennie Tourel, mezzo-soprano russo-américaine († 23 novembre 1973).
- 26 juin : Richard Crooks, ténor américain († 29 septembre 1972).
- 2 juillet : Fritz Neumeyer, claveciniste allemand († 16 janvier 1983).
- 8 juillet : George Antheil, compositeur américain († 12 février 1959).
- 21 juillet : Eugène Reuchsel, pianiste, organiste et compositeur français († 22 septembre 1988).
- 26 juillet : Jacques Février, pianiste français († 2 septembre 1979).
- 11 août : Alexandre Mossolov, compositeur soviétique († 11 juillet 1973).
- 13 août : Hector Gratton, compositeur, arrangeur, chef d'orchestre, pianiste et professeur de musique québécois († 16 juillet 1970).
- 21 août : Harold Rutland, pianiste, critique musical et compositeur britannique († 23 juillet 1977).
- 23 août : Ernst Křenek, compositeur autrichien († 23 décembre 1991).
- 3 septembre : Eduard van Beinum, chef d'orchestre néerlandais († 13 avril 1959).
- 7 septembre : Joan Cross, cantatrice soprano britannique († 12 décembre 1993).
- 20 septembre :
  - Uuno Klami, compositeur finlandais († 29 mai 1961).
  - Wilhelm Weismann, compositeur et musicologue allemand, spécialiste de l'étude de la Renaissance († 14 mai 1980).
- 24 septembre : Paquita Madriguera, pianiste et compositrice catalane († 2 novembre 1965).
- 26 septembre : Zdenka Ticharich, pianiste, compositrice et professeur de musique hongroise († 15 février 1979 (à 78 ans)).
- 4 octobre : Marcelle Bunlet, soprano française († 13 décembre 1991).
- 19 octobre : Erna Berger, soprano allemande († 14 juin 1990).
- 30 octobre : Rodolfo Halffter, compositeur espagnol naturalisé mexicain († 14 octobre 1987).
- 31 octobre : Mieczysław Munz, pianiste américo-polonais († 25 août 1976).
- 3 novembre : Henri Pensis, chef d'orchestre luxembourgeois, compositeur et violoniste († 1er juin 1958).
- 7 novembre : Efrem Kurtz, chef d'orchestre américain d'origine russe († 27 juin 1995).
- 8 novembre : Georges Lonque, compositeur belge († 3 mars 1967).
- 14 novembre : 
  - Aaron Copland, compositeur américain († 2 décembre 1990).
  - Isabelle Delorme, pianiste, compositrice et professeur de musique canadienne († 20 février 1991).
- 24 novembre : Léon Leblanc, facteur d'instruments à vent français († 17 février 2000).
- 27 novembre : Léon Barzin, chef d'orchestre américain, né belge († 19 avril 1999).
- 13 décembre : Ionel Perlea, chef d'orchestre († 29 juillet 1970).
- 22 décembre : Alan Bush, pianiste et compositeur britannique († 31 octobre 1995).

## Décès

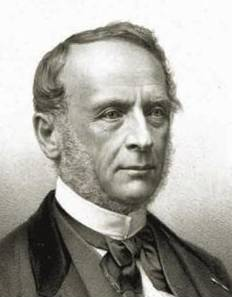
Johann Peter Emilius Hartmann

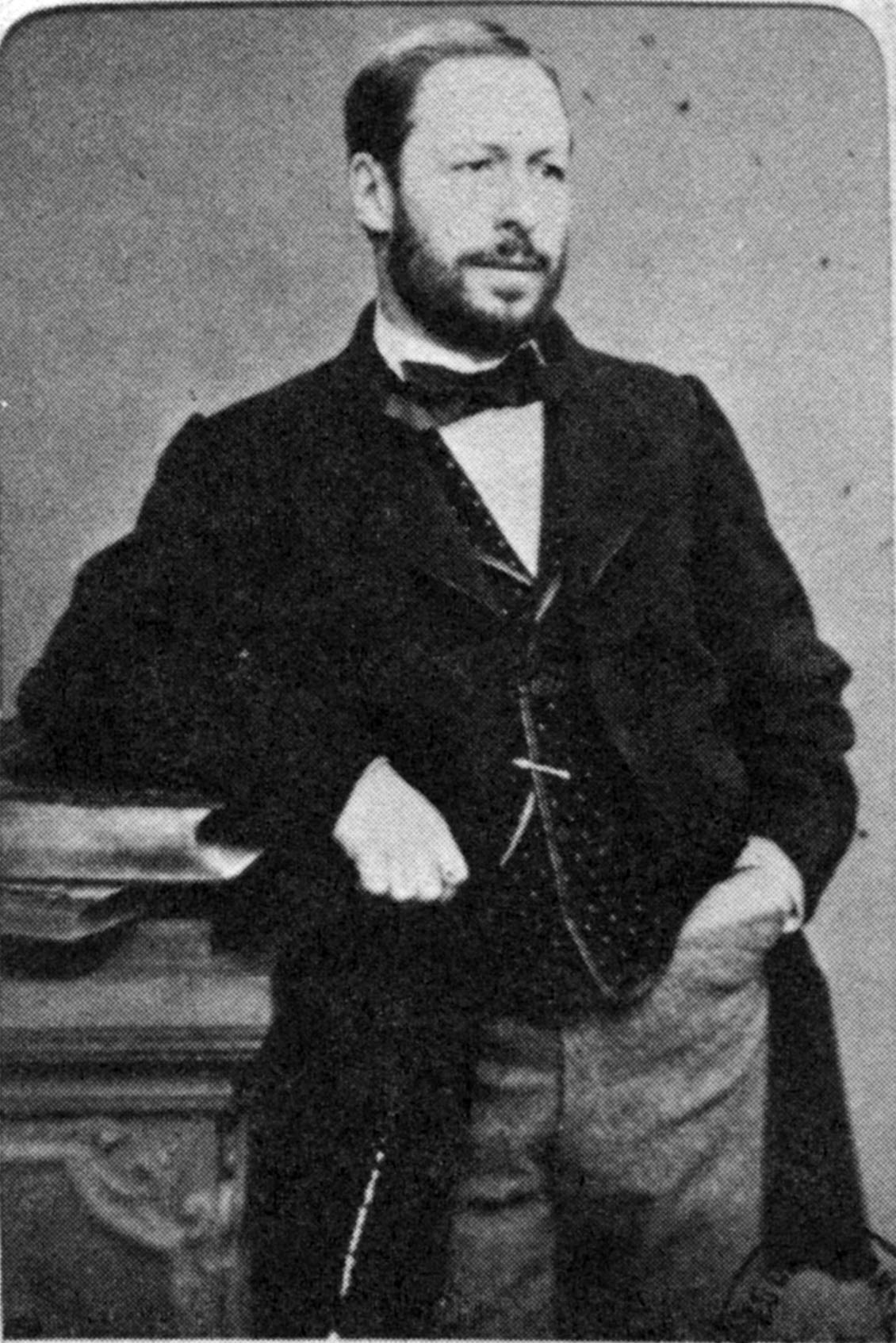
Ernest Boulanger

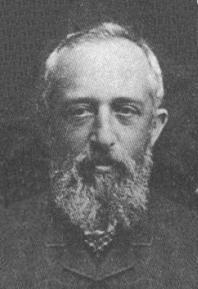
Hermann Levi

- 16 janvier : Charles de Sivry, compositeur et chef d'orchestre français (° 15 novembre 1848).
- 27 janvier : Joseph Tagliafico, chanteur lyrique baryton-basse (° 2 janvier 1821).
- 3 février : Ottokar Nováček, violoniste et compositeur hongrois (° 13 mai 1866).
- 7 février : Jules Adenis, journaliste, librettiste et auteur dramatique français (° 28 juin 1823).
- 14 février : 
  - Victor Caussinus, joueur d'ophicléide et compositeur français (° 10 décembre 1806).
  - Antoinette Révilly, mezzo-soprano française (° 3 mai 1822).
- 18 février : Frédéric Brisson, pianiste, compositeur et pédagogue français (° 25 décembre 1821).
- 23 février : Abraham Hirsch, éditeur suédois de partition musicales (° 16 août 1815).
- 27 février : Jules Armingaud, violoniste et compositeur français (° 3 mai 1820).
- 1er mars : Edvard Helsted, compositeur danois (° 8 décembre 1816).
- 10 mars :
  - Karl Doppler, compositeur germano-hongrois (° 12 septembre 1825).
  - Johann Peter Emilius Hartmann, compositeur danois (° 14 mai 1805).
- 12 mars : Alicia Ann Spottiswoode, auteur-compositeur et compositrice écossaise (° 24 juin 1810).
- 19 mars : Charles-Louis Hanon, professeur de piano et compositeur français (° 2 juillet 1819).
- 26 mars : Jean-Baptiste Philémon de Cuvillon, violoniste et compositeur français (° 13 mai 1809).
- 3 avril : Armand Raynaud, compositeur et chef d'orchestre français (° 8 décembre 1847).
- 11 avril : Maurice Antoine Lucien de Mirecki, pianiste, violoniste et compositeur français (° 22 septembre 1845).
- 14 avril : Ernest Boulanger, compositeur français (° 16 septembre 1815).
- 15 avril : Eugène Sergent, organiste français (° 19 mai 1829).
- 20 avril : Hippolyte Rabaud, violoncelliste et compositeur français (° 29 janvier 1839).
- 22 avril : Georges Hartmann, éditeur de musique et librettiste français (° 15 mai 1843).
- 9 mai : José Dupuis, comédien et chanteur belge (° 18 mars 1833).
- 13 mai : Hermann Levi, chef d'orchestre allemand (° 7 novembre 1839).
- 28 mai : Louis Deffès, compositeur français (° 25 juillet 1819).
- 15 juin : Barnolt, ténor français (° 14 juin 1839).
- 21 juin : Polibio Fumagalli, compositeur, organiste et pianiste italien (° 26 octobre 1830).
- 11 août : Franz Betz, baryton-basse allemand (° 19 mars 1835).
- 19 août : Jean-Baptiste Accolay, compositeur et violoniste belge (° 17 avril 1833).
- 20 août : Oscar Stoumon, compositeur, critique musical, dramaturge et directeur de théâtre belge (° 20 août 1835).
- 25 août : Friedrich Nietzsche, compositeur prussien (° 15 octobre 1844).
- 9 octobre : Heinrich von Herzogenberg, compositeur autrichien (° 10 juin 1843).
- 15 octobre : Zdeněk Fibich, compositeur tchèque (° 21 décembre 1850).
- 25 octobre : Sims Reeves, ténor anglais (° 21 octobre 1821).
- 14 novembre : Adolf Pollitzer, violoniste hongrois (° 23 juillet 1832).
- 22 novembre : Arthur Sullivan, compositeur britannique (° 13 mai 1842).
- 7 décembre : Georges Schmitt, organiste et compositeur franco-allemand (° 11 mars 1821).
- 8 décembre : Max Abraham, éditeur de musique allemand (° 2 juin 1831).